# Pinkstereilanden

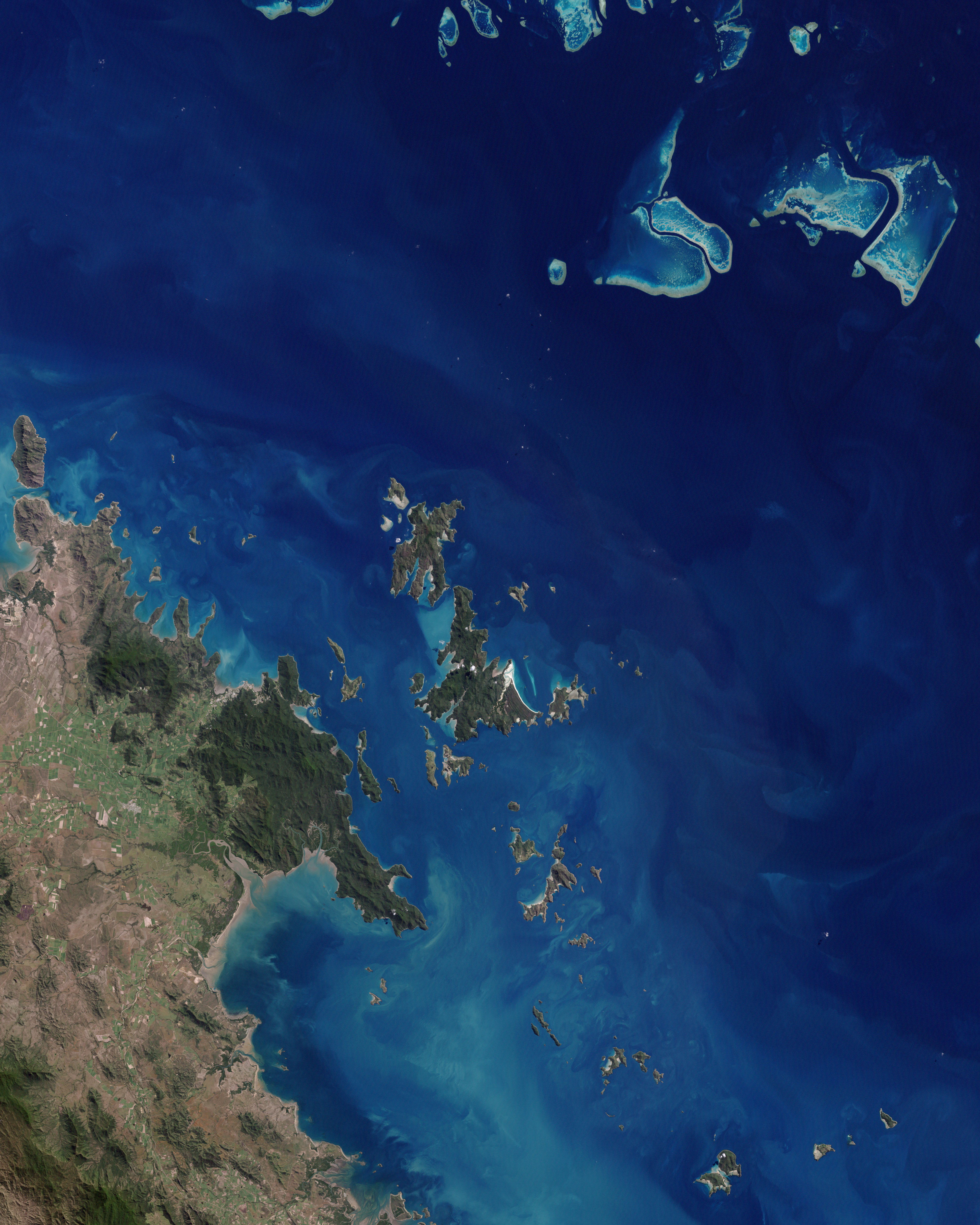
Satellietfoto van de Pinkstereilanden

De Pinkstereilanden (Engels: Whitsunday Islands) zijn een archipel gelegen tegen de oostkust van Australië (Queensland). Het hoofdeiland Pinkstereiland ligt op 11½ kilometer van de kust en Long Island slechts een halve kilometer. Kustplaatsen in de omgeving zijn Bowen (11.000 inwoners, op tachtig kilometer noordwestelijk) en Mackay (73.000 inwoners, 90 kilometer zuidelijk). Zo'n 900 kilometer zuidelijk ligt Brisbane.
James Cook voer door de Whitsundaypassage voordat hij voet zette op het vasteland van Australië. Hij ontdekte de eilanden op pinksterzondag, 'Whitsunday' in het Engels; daarom noemde hij de archipel de Whitsundays. In die tijd werd de internationale datumgrens nog niet gebruikt, die ten oosten van Australië loopt. Volgens de huidige datumrekening was het dus al pinkstermaandag. Een krappe 200 jaar lang kwamen maar enkele kolonisten hiernaartoe. Om reizigers en schipbreukelingen wat eten te bieden plantte men wat kokospalmen en zette varkens uit.
Het bekendste en het grootste eiland is Pinkstereiland, waar veel schildpadden zijn. Ook komen er rifhaaien voor. De archipel is populair bij toeristen: tussen maart 2008 en maart 2009 deden zo'n 700.000 mensen de eilanden aan. Aan de oostkant geldt het lange Whitehaven Beach als het mooiste van de Whitsundays. Vluchten naar de Whitsundayeilanden maken gebruik van de luchthavens Whitsunday Coast Airport nabij Proserpine (Queensland) op het Australische vasteland of Hamilton Island Airport op Hamiltoneiland.

## Eilanden
Enkele eilanden die tot de archipel behoren:
- Daydreameiland
- Hamiltoneiland
- Haymaneiland
- Long Island
- Pinkstereiland

## Galerij

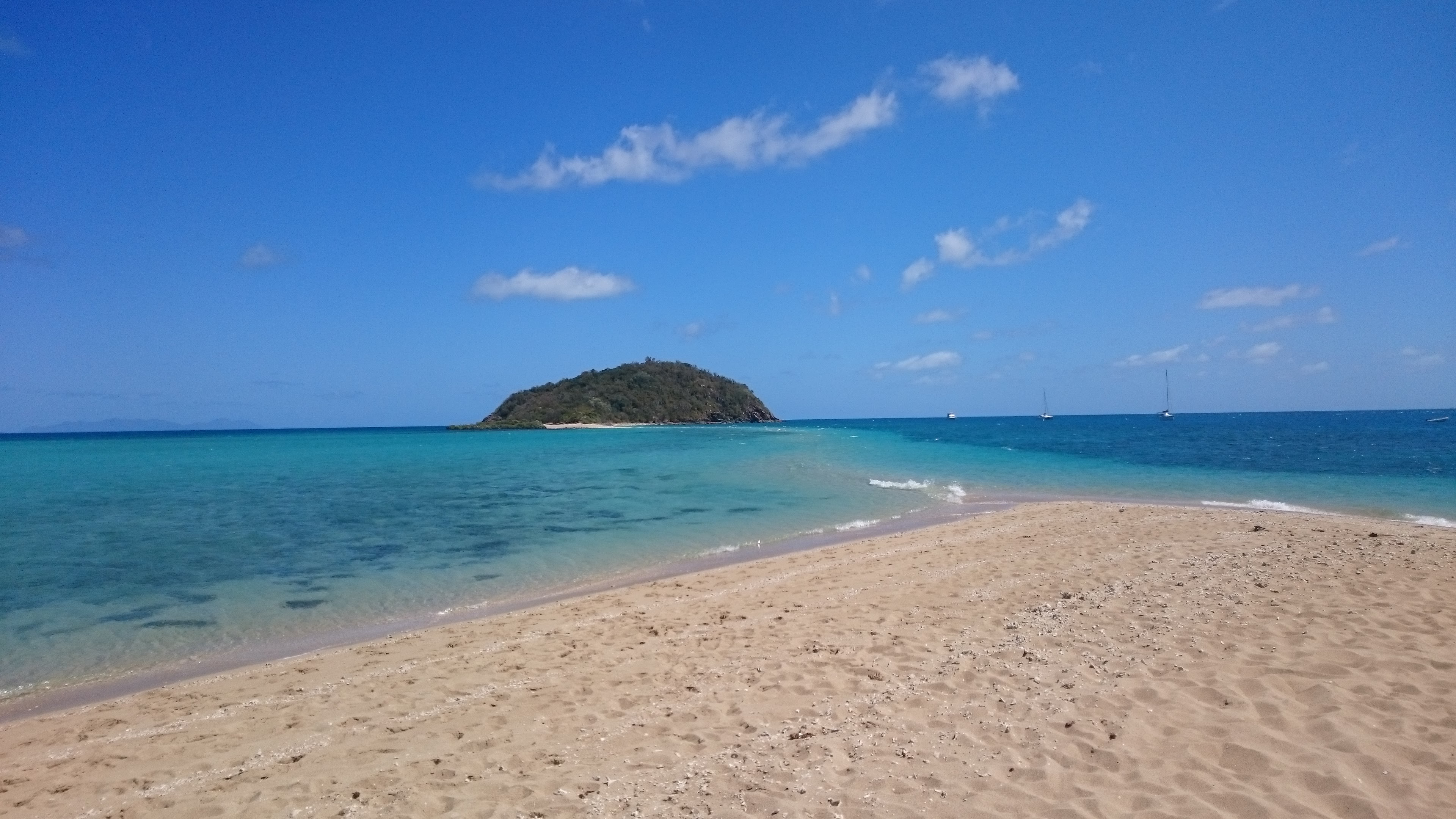
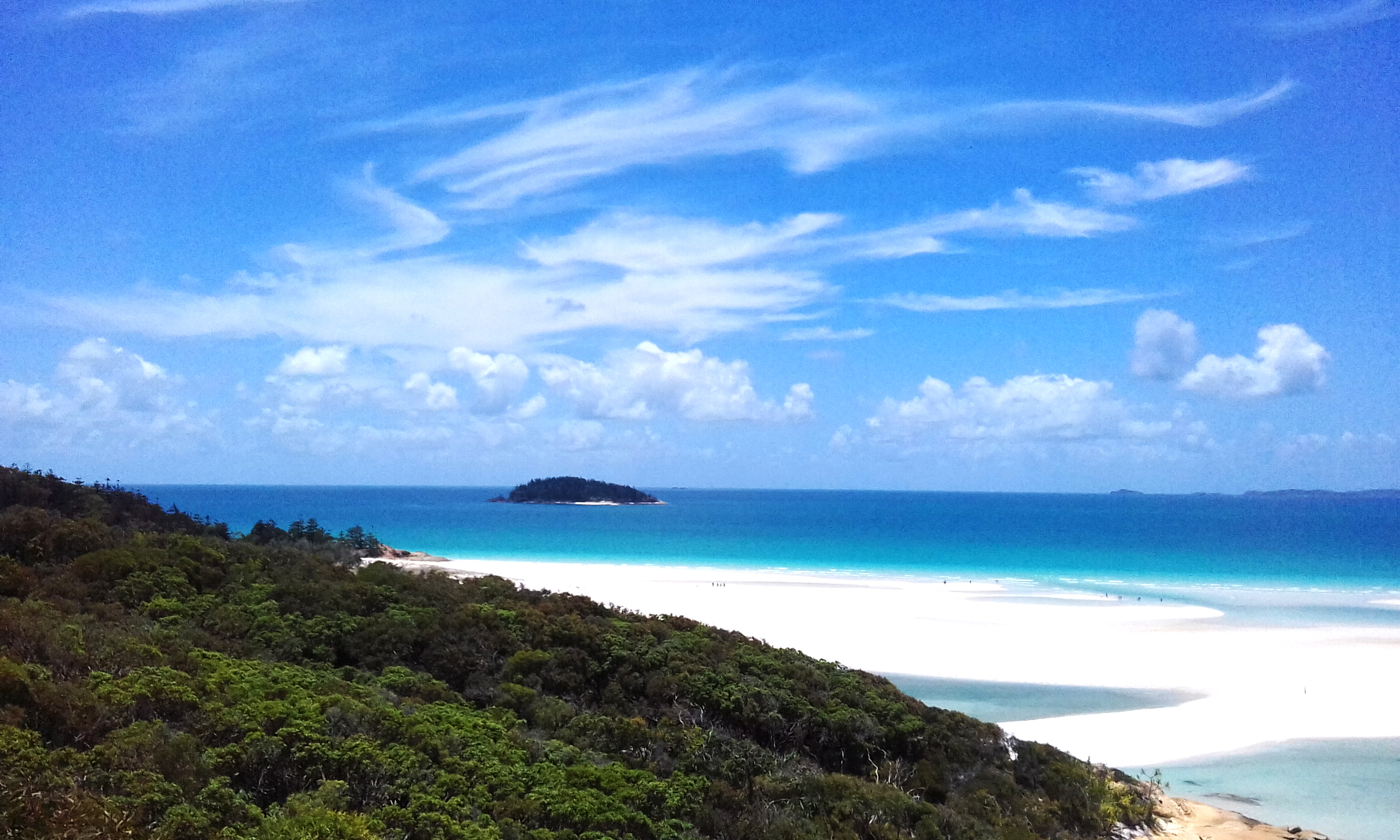
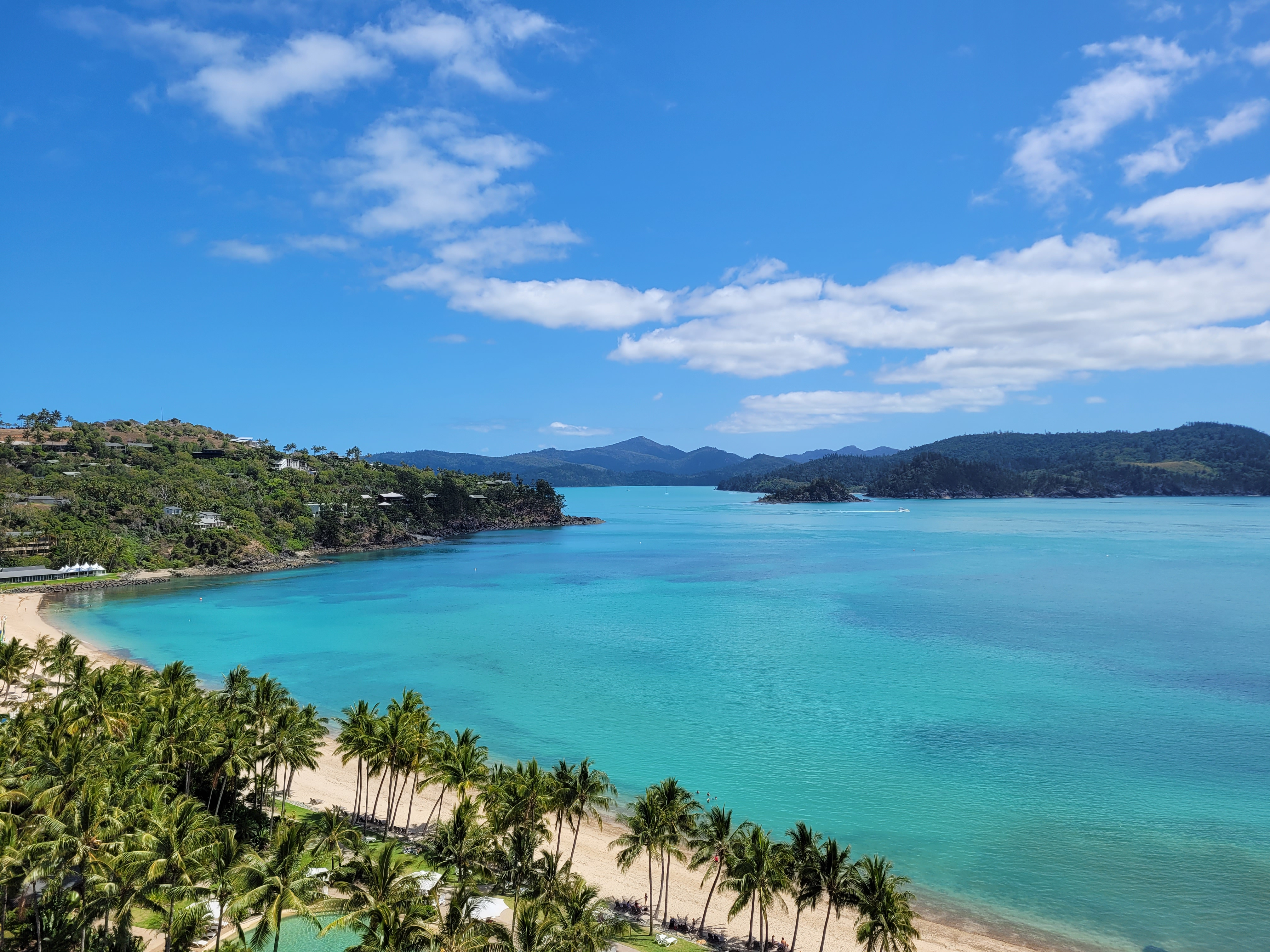